# Discografia de Meghan Trainor
A discografia de Meghan Trainor consiste em quatro álbuns de estúdio, um extended play, cinco singles, dois singles promocionais e sete vídeos musicais. A sua primeira aparência nas tabelas musicais mundiais foi em 2014 com "All About That Bass", depois de assinar contrato com a editora discográfica Epic Records. Este foi seu avanço comercial mais forte, com a faixa liderando a Billboard Hot 100 por oito semanas consecutivas e vendendo 11 milhões de cópias mundialmente.

## Álbuns

### Álbuns de estúdio
| Ano  | Detalhes do álbum                                                                                        | Melhores posições nas tabelas | Melhores posições nas tabelas | Melhores posições nas tabelas | Melhores posições nas tabelas | Melhores posições nas tabelas | Melhores posições nas tabelas | Melhores posições nas tabelas | Melhores posições nas tabelas | Melhores posições nas tabelas | Melhores posições nas tabelas | Vendas                      | - Certificações - (limiares de vendas)                         |
| Ano  | Detalhes do álbum                                                                                        | EUA                           | AUS                           | AUT                           | CAN                           | ALE                           | NLD                           | NZL                           | SWE                           | SUI                           | UK                            | Vendas                      | - Certificações - (limiares de vendas)                         |
| ---- | --- | ----------------------------- | ----------------------------- | ----------------------------- | ----------------------------- | ----------------------------- | ----------------------------- | ----------------------------- | ----------------------------- | ----------------------------- | ----------------------------- | --------------------------- | -------------------------------------------------------------- |
| 2015 | Title - Lançamento: 13 de janeiro de 2015 - Formato(s): CD, download digital - Gravadora(s): Epic        | 1                             | 1                             | 13                            | 1                             | 14                            | 16                            | 1                             | 5                             | 2                             | 1                             | - : 5,000,000 - : 3,000,000 | - : 3× Platina - : 2× Platina - : Platina - : Ouro - : Platina |
| 2016 | Thank You - Lançamento: 13 de maio de 2016 - Formato(s): CD, download digital - Gravadora(s): Epic       | 3                             | 3                             | 20                            | 4                             | 25                            | 20                            | 5                             | 22                            | 16                            | 5                             | - : 1,000,000               | - : Platina - : Platina - : Platina                            |
| 2020 | Treat Myself - Lançamento: 31 de janeiro de 2020 - Formato(s): CD, download digital - Gravadora(s): Epic | 25                            | 13                            | —                             | 25                            | 99                            | 87                            | 40                            | —                             | —                             | 41                            | - : 23,800                  |                                                                |

### Extended plays(EP)
| Detalhes do álbum                                                                                 | Melhores posições nas tabelas | Melhores posições nas tabelas | Melhores posições nas tabelas | Vendas      |
| Detalhes do álbum                                                                                 | EUA                           | CAN                           | DEN                           | Vendas      |
| ------------------------------------------------------------------------------------------------- | ----------------------------- | ----------------------------- | ----------------------------- | ----------- |
| Title - Lançamento: 9 de setembro de 2014 - Formato(s): CD, download digital - Gravadora(s): Epic | 15                            | 17                            | 35                            | - : 171,000 |

## Singles

### Como artista principal
| Ano  | Canção                                      | Melhores posições nas tabelas | Melhores posições nas tabelas | Melhores posições nas tabelas | Melhores posições nas tabelas | Melhores posições nas tabelas | Melhores posições nas tabelas | Melhores posições nas tabelas | Melhores posições nas tabelas | Melhores posições nas tabelas | Melhores posições nas tabelas | Certificações | Álbum     |
| Ano  | Canção                                      | US                            | AUS                           | AUT                           | CAN                           | ALE                           | NLD                           | NZL                           | SWE                           | SWI                           | UK                            | Certificações | Álbum     |
| ---- | ------------------------------------------- | ----------------------------- | ----------------------------- | ----------------------------- | ----------------------------- | ----------------------------- | ----------------------------- | ----------------------------- | ----------------------------- | ----------------------------- | ----------------------------- | --- | --------- |
| 2014 | "All About That Bass"                       | 1                             | 1                             | 1                             | 1                             | 1                             | 3                             | 1                             | 3                             | 1                             | 1                             | - : 1× Diamante - : 7× Platina - : 2× Platina - : Platina - : 3× Platina - : Ouro - : Ouro - : 6× Platina - : 3× Platina - : 2× Platina | Title     |
| 2014 | "Lips Are Movin"                            | 4                             | 3                             | 6                             | 7                             | 10                            | 10                            | 5                             | 28                            | 18                            | 2                             | - : 4× Platina - : 2× Platina - : Ouro - : Ouro - : Ouro - : 2× Platina - : Platina - : Ouro - : Platina                                | Title     |
| 2015 | "Dear Future Husband"                       | 14                            | 9                             | 14                            | 22                            | 37                            | 45                            | 27                            | 58                            | 57                            | 20                            | - : 2× Platina - : 2× Platina - : Prata - : Platina - : Ouro - : Ouro - : Platina                                                       | Title     |
| 2015 | "Like I'm Gonna Lose You" (com John Legend) | 8                             | 1                             | —                             | 8                             | —                             | 34                            | 1                             | 67                            | 69                            | 99                            | - : 2× Platina - : 3× Platina - : Platina - : 2× Platina - : Platina                                                                    | Title     |
| 2016 | "No"                                        | 3                             | 9                             | 7                             | 10                            | 12                            | 34                            | 18                            | 34                            | 28                            | 11                            | - : Platina - : Platina - : Prata - : Ouro                                                                                              | Thank You |
| 2016 | "Me Too"                                    | 13                            | 4                             | 74                            | 9                             | 62                            | —                             | —                             | —                             | —                             | 84                            | - : 2× Platina - : 3× Platina - : 3× Platina                                                                                            | Thank You |
| 2016 | "Better"                                    | —                             | —                             | —                             | —                             | —                             | —                             | —                             | —                             | —                             | —                             | | Thank You |
| 2018 | "No Excuses"                                | 46                            | 60                            | —                             | 49                            | —                             | —                             | —                             | —                             | 73                            | 70                            | | TBA       |
| 2018 | "Let You Be Right"                          | —                             | —                             | —                             | —                             | —                             | —                             | —                             | —                             | —                             | —                             | | TBA       |
| 2018 | "Can't Dance"                               | —                             | —                             | —                             | —                             | —                             | —                             | —                             | —                             | —                             | —                             | | TBA       |

### Como artista convidada
| Ano  | Canção                                                                            | Melhores posições nas tabelas | Melhores posições nas tabelas | Melhores posições nas tabelas | Melhores posições nas tabelas | Melhores posições nas tabelas | Melhores posições nas tabelas | Melhores posições nas tabelas | Melhores posições nas tabelas | Melhores posições nas tabelas | Melhores posições nas tabelas | Certificações                                                                                   | Álbum           |
| Ano  | Canção                                                                            | US                            | AUS                           | AUT                           | CAN                           | ALE                           | NLD                           | NZL                           | SWE                           | SWI                           | UK                            | Certificações                                                                                   | Álbum           |
| ---- | --------------------------------------------------------------------------------- | ----------------------------- | ----------------------------- | ----------------------------- | ----------------------------- | ----------------------------- | ----------------------------- | ----------------------------- | ----------------------------- | ----------------------------- | ----------------------------- | ----------------------------------------------------------------------------------------------- | --------------- |
| 2015 | "Marvin Gaye" (Charlie Puth com participação de Meghan Trainor)                   | 21                            | 4                             | 3                             | 51                            | 5                             | 11                            | 1                             | 49                            | 61                            | 1                             | - : Platina - : 2× Platina - : Ouro - : Platina - : 2× Platina - : Platina - : Ouro - : Platina | Nine Track Mind |
| 2015 | "Boys Like You" (Who Is Fancy com participação de Meghan Trainor & Ariana Grande) | 118                           | —                             | —                             | —                             | —                             | 89                            | 26                            | —                             | —                             | —                             | - : Ouro                                                                                        | —               |

### Singlespromocionais
| Ano  | Canção                             | Melhores posições nas tabelas | Melhores posições nas tabelas | Melhores posições nas tabelas | Álbum                         |                  |
| Ano  | Canção                             | US                            | AUS                           | CAN                           | Álbum                         |                  |
| ---- | ---------------------------------- | ----------------------------- | ----------------------------- | ----------------------------- | ----------------------------- | ---------------- |
| 2010 | "Take Care of Our Soldiers"        | —                             | —                             | —                             | —                             |                  |
| 2012 | "Who I Wanna Be"                   | —                             | —                             | —                             | —                             |                  |
| 2015 | "Better When I'm Dancin"           | 101                           | 76                            | 93                            | - : Platina - : ouro - : ouro | Peanuts, O Filme |
| 2016 | "Watch Me Do"                      | —                             | —                             | —                             | Thank You                     |                  |
| 2016 | "I Love Me" (com LunchMoney Lewis) | —                             | —                             | —                             | Thank You                     |                  |
| 2016 | "Better" (com Yo Gotti)            | —                             | —                             | —                             | Thank You                     |                  |
| 2016 | "Mom" (com Kelli Trainor)          | —                             | —                             | —                             | Thank You                     |                  |

## Outras canções
| Ano  | Canção            | Melhores posições nas tabelas | Melhores posições nas tabelas | Melhores posições nas tabelas | Melhores posições nas tabelas | Melhores posições nas tabelas | Melhores posições nas tabelas | Certificações     | Álbum                      |
| Ano  | Canção            | US                            | US AC                         | US Hol                        | NLD                           | NZL                           | SWE                           | Certificações     | Álbum                      |
| ---- | ----------------- | ----------------------------- | ----------------------------- | ----------------------------- | ----------------------------- | ----------------------------- | ----------------------------- | ----------------- | -------------------------- |
| 2014 | "Title"           | 100                           | —                             | —                             | —                             | 9                             | —                             | - : Ouro - : Ouro | Title                      |
| 2014 | "I'll Be Home"    | —                             | 5                             | 52                            | 72                            | —                             | 65                            |                   | I'll Be Home for Christmas |
| 2015 | "No Good for You" | —                             | —                             | —                             | —                             | —                             | 91                            |                   | Title                      |

## Outras aparições
| Ano  | Música                   | Outro artista(s) | Álbum            |
| ---- | ------------------------ | ---------------- | ---------------- |
| 2015 | "Brave Honest Beautiful" | Fifth Harmony    | Reflection       |
| 2015 | "Painkiller"             | Jason Derulo     | Everything Is 4  |
| 2015 | "Good to Be Alive"       | —                | Peanuts, O Filme |

## Vídeos musicais

### Como artista principal
| Ano  | Título                                       | Diretor(es)         |
| ---- | -------------------------------------------- | ------------------- |
| 2014 | "All About That Bass"                        | Fatima Robinson     |
| 2014 | "Lips Are Movin"                             | Philip Andelman     |
| 2015 | "Dear Future Husband"                        | Fatima Robinson     |
| 2015 | "Like I'm Gonna Lose You"                    | Constellation Jones |
| 2015 | "Better When I'm Dancin"                     | Philip Andelman     |
| 2015 | "Title"                                      | Anthony Phan        |
| 2016 | "No"                                         | Fatima Robinson     |
| 2016 | "Me Too"                                     | Unknown             |
| 2016 | "Better" (com Yo Gotti)                      | Tim Mattia          |
| 2017 | "I'm a Lady" (para SMURFS: THE LOST VILLAGE) | Unknown             |
| 2018 | "No Excuses"                                 | Colin Tilley        |

### Como artista convidada
| Ano  | Título                                                          | Diretor(es)   |
| ---- | --------------------------------------------------------------- | ------------- |
| 2015 | "Marvin Gaye" (Charlie Puth com participação de Meghan Trainor) | Marc Klasfeld |

## Compositora
| Ano  | Título                          | Artista           | Função                        | Álbum                         | Notas                                                                                        |
| ---- | ------------------------------- | ----------------- | ----------------------------- | ----------------------------- | -------------------------------------------------------------------------------------------- |
| 2014 | "Can't Blame a Girl for Trying" | Sabrina Carpenter | - Compositora                 | Can't Blame a Girl for Trying | Escrita com Al Anderson e Chris Gelbuda                                                      |
| 2014 | "DJ Tonight"                    | Rascal Flatts     | - Compositora                 | Rewind                        | Escrita com Jesse Frasure e Shay Mooney                                                      |
| 2014 | "I Like the Sound of That"      | Rascal Flatts     | - Compositora                 | Rewind                        | Escrita com Jesse Frasure e Shay Mooney                                                      |
| 2014 | "Sledgehammer"                  | Fifth Harmony     | - Compositora                 | Reflection                    | Escrita com Jonas Jeberg e Sean Douglas                                                      |
| 2014 | "Suga Mama"                     | Fifth Harmony     | - Compositora                 | Reflection                    | Escrita com Chris Aparri                                                                     |
| 2014 | "Brave Honest Beautiful"        | Fifth Harmony     | - Compositora                 | Reflection                    | Também como participação                                                                     |
| 2015 | "Road Less Traveled"            | Lauren Alaina     | - Compositora                 | Lauren Alaina                 | Escrita com Jesse Frasure e Lauren Alaina                                                    |
| 2016 | "Ain't Your Mama"               | Jennifer Lopez    | - Compositora, vocal de apoio |                               | Escrita com Lukasz Gottwald, Jacob Kasher Hindlin, Henry Walter, Theron Thomas e Gamal Lewis |